# فينكيفتسي (كميلنيتسكا)
فينكيفتسي (Віньківці) هي بلدة من النمط المدني في خملنيتسكي أوبلاست في أوكرانيا.
يبلغ عدد سكانها حوالي 6,565 نسمة.